# Jessica Elbaum
Jessica Elbaum (Los Angeles, 1977) è una produttrice cinematografica statunitense, vincitrice di un Premio Emmy.

## Biografia
Jessica Elbaum è nata a Los Angeles, in California. Si è laureata presso la University of Southern California. Dopo la laurea, ha iniziato a lavorare come adetto alle pubbliche relazione per la Metro-Goldwyn-Mayer. Successivamente, ha deciso di abbandonare la MGM per lavorare all'autolavaggio di famiglia nella Valle di San Fernando. Dal 2004 ha iniziato a lavorare per l'attore Will Ferrell, di cui è diventata assistente personale. Nel 2012 ha prodotto il film The Wedding Party, diretto da Leslye Headland. Nel 2014 ha co-fondato con Ferrell e Adam McKay la società di produzione Gloria Sanchez Productions. Dal 2019 al 2022 ha prodotto la serie televisiva Amiche per la morte - Dead to Me. Nel 2024 ha vinto il Premio Emmy al miglior film televisivo per Quiz Lady. 

## Vita privata
Jessica Elbaum è sposata con il produttore cinematografico Rafael Marmor, co-fondatore della casa di produzione Delirio Films.

## Filmografia

### Cinema
- Fratellastri a 40 anni (Step Brothers), regia di Adam McKay (2008)
- Land of the Lost, regia di Brad Silberling (2009)
- I poliziotti di riserva (The Other Guys), regia di Adam McKay (2010)
- The Wedding Party (Bachelorette), regia di Leslye Headland (2012)
- Casa de mi padre, regia di Matt Piedmont (2012)
- Anchorman 2 - Fotti la notizia (Anchorman 2: The Legend Continues), regia di Adam McKay (2013)
- Welcome to Me, regia di Shira Piven (2014)
- SWOP: I sesso dipendenti (Sleeping with Other People), regia di Leslye Headland (2015)
- Duri si diventa (Get Hard), regia di Etan Cohen (2015)
- Daddy's Home, regia di Sean Anders (2015)
- Oh Lucy! (Ō Rūshī!), regia di Atsuko Hirayanagi (2017)
- Casa Casinò (The House), regia di Andrew Jay Cohen (2017)
- Holmes & Watson - 2 de menti al servizio della regina (Holmes & Watson), regia di Etan Cohen (2018)
- La rivincita delle sfigate (Booksmart), regia di Olivia Wilde (2019)
- Le ragazze di Wall Street - Business Is Business (Hustlers), regia di Lorene Scafaria (2019)
- Eurovision Song Contest - La storia dei Fire Saga (Eurovision Song Contest: The Story of Fire Saga), regia di David Dobkin (2020)
- Barb and Star Go To Vista del Mar, regia di Josh Greenbaum (2021)
- Am I OK?, regia di Stephanie Allynne e Tig Notaro (2022)
- Spirited - Magia di Natale (Spirited), regia di Sean Anders (2022)
- Theater Camp - Un'estate a tutto volume (Theater Camp), regia di Molly Gordon e Nick Lieberman (2023)
- May December, regia di Todd Haynes (2023)
- Quiz Lady, regia di Jessica Yu (2023)
- Will & Harper, regia di Josh Greenbaum (2024)
- Un matrimonio di troppo (You're Cordially Invited), regia di Nicholas Stoller (2025)

### Televisione
- You're Welcome America: A Final Night with George W. Bush, regia di Marty Callner - speciale TV (2009)
- Assistance, regia di Adam Bernstein - film TV (2013)
- A Deadly Adoption, regia di Rachel Lee Goldenberg - film TV (2015)
- I'm Sorry - serie TV, 20 episodi (2017-2019)
- Amiche per la morte - Dead to Me (Dead to Me) - serie TV, 27 episodi (2019-2022)
- Kelsey Rachelle Hewitt Gets Grounded - serie TV, 6 episodi (2021)
- The Shrink Next Door - miniserie TV, 8 episodi (2021)
- La donna nella casa di fronte alla ragazza dalla finestra (The Woman in the House Across the Street from the Girl in the Window) - miniserie TV, 8 episodi (2022)
- No Good Deed - serie TV, 8 episodi (2024)

## Riconoscimenti
- Premio Emmy
  - 2009 - Candidatura al miglior programma varietà, comico o musicale per You're Welcome America: A Final Night with George W. Bush
  - 2020 - Candidatura alla miglior serie commedia per Amiche per la morte - Dead to Me
  - 2024 - Miglior film per la televisione per Quiz Lady
- Premi BAFTA
  - 2025 - Candidatura al miglior documentario per Will & Harper